# Olgiidae
Olgiidae es una familia de foraminíferos bentónicos de la superfamilia Textularioidea, del suborden Textulariina y del orden Textulariida. Su rango cronoestratigráfico abarca el Holoceno.

## Clasificación
Olgiidae incluye a las siguientes géneros:
- Olgia